# Willy Jönsson
Willy Jönsson, född 1938, är en svensk författare.
Jönsson var en av initiativtagarna till att Pär Lagerkvist-samfundet bildades samt medstiftare av kulturföreningen Memoria.

## Priser och utmärkelser
- Östrabopriset 2003